# Iugoslàvia al Festival de la Cançó d'Eurovisió
Iugoslàvia va participar al Festival de la Cançó d'Eurovisió 27 vegades: cada any entre 1961 i 1992, excepte entre 1977 i 1980, així com en 1985. Les preseleccions eren organitzades per les televisions de les repúbliques constituents i les províncies autònomes, i va guanyar una sola vegada, en 1989, poc abans que comencés la seva desintegració.
En un total d'11 ocasions, va quedar Iugoslàvia dins del TOP-10 en la gran final.
Des de 1993 van començar a concursar alguns dels acabats d'independitzar estats, com Eslovènia, Croàcia i Bòsnia i Hercegovina, i Iugoslàvia va declinar participar. Hi tornaria, ja com a Sèrbia i Montenegro, en 2004.
Ljiljana Petrović va ser la primera participant de Iugoslàvia al concurs el 1961 i va quedar vuitena. El 1962, Lola Novaković va donar al país el seu primer resultat entre els cinc primers, acabant quart. Aquest seria l'únic resultat de Iugoslàvia dels cinc primers fins al 1983, quan Danijel va acabar quart amb la cançó "Džuli". Novi Fosili també va acabar quart el 1987 amb "Ja sam za ples". El 1989, el país va aconseguir la seva única victòria al concurs, quan Riva va guanyar amb la cançó "Rock Me".

## Història

### 1961–1991: República Federal Socialista de Iugoslàvia
La República Federal Socialista de Iugoslàvia (RFY) va debutar al Festival de la Cançó d'Eurovisió 1961 juntament amb Espanya i Finlàndia. La preselecció nacional organitzada per l'emissora iugoslau Iugoslava Radio Television (JRT) va ser Jugovizija, i va comptar amb les entrades presentades pels centres de radiodifusió pública subnacionals amb seu a les capitals de cadascuna de les repúbliques constituents de la federació iugoslava: SR Bòsnia i Hercegovina (RTV Sarajevo), SR Croàcia (RTV Zagreb i RTV Split), SR Macedònia (RTV Skopje), SR Montenegro (RTV Titograd), SR Sèrbia (RTV Belgrad) i SR Eslovènia (RTV Ljubljana) i també els serveis de radiodifusió de les províncies autònomes dins de la SR Sèrbia: SAP Kosovo (RTV Priština) i SAP Vojvodina (RTV Novi Sad). Els primers a competir el 1961 van ser Belgrad, Ljubljana i Zagreb, mentre que els altres es van incorporar els anys següents.
Iugoslàvia estava representada per una varietat d'artistes de cinc de les vuit unitats federals iugoslaves. Aquests artistes eren de Bòsnia i Hercegovina, Croàcia, Montenegro, Sèrbia i Eslovènia, i Macedònia, Vojvodina i Kosovo mai van passar a la preselecció nacional. Croàcia va ser la república constituent amb més èxit, ja que els seus intèrprets van guanyar el concurs nacional 13 de les 26 vegades que SFR Iugoslàvia va participar en el concurs. Del 1977 al 1980, i el 1985, Iugoslàvia no va participar en el concurs, però encara es van celebrar les finals nacionals.
Iugoslàvia va guanyar el concurs de 1989 amb la cançó "Rock Me" del grup Riva. D'acord amb les regles, el concurs de 1990 va tenir lloc a Zagreb, ja que l'entrada venia de Croàcia.

### 1992: República Federal de Iugoslàvia
Durant la ruptura de Iugoslàvia el 1991, les antigues repúbliques constituents de Croàcia, Eslovènia i Macedònia van declarar la secessió i, per tant, es van retirar de Jugovizija, mentre que els llavors lideratges de Sèrbia i Montenegro van acordar mantenir una estreta aliança. El 28 de març de 1992, les repúbliques que encara (almenys formalment) constituïen l'antiga federació iugoslava que es va esvair i es va reduir, van participar en la Jugovizija de 1992 celebrada a Belgrad. Incloïa artistes no només de Sèrbia i Montenegro, sinó també de Bòsnia i Hercegovina, encara que aquest últim va declarar la independència l'1 de març d'aquell any. Entre els seus candidats hi havia Alma Čardžić. El guanyador d'aquesta preselecció va ser "Ljubim te pesmama" interpretat per Extra Nena (Snežana Berić) de Sèrbia. Abans que tingués lloc el concurs d'aquell any, el 28 d'abril, es va formar un nou estat federal, format per Sèrbia i Montenegro i anomenat República Federal de Iugoslàvia, que va ser representat per l'esmentat Extra Nena en el concurs de 1992. Iugoslàvia va ser prohibida de participar en el concurs fins al 2001 a causa de les sancions de l'ONU durant les guerres de Iugoslàvia. Les sancions van entrar en vigor poques setmanes després del concurs de 1992.

### 1993-present: després de la ruptura
Després de la ruptura de Iugoslàvia, les seves antigues repúbliques constituents van declarar la independència. Les estacions de ràdio i televisió públiques de Iugoslàvia que antigament van ser subnacionals van canviar a nacionals però amb nous noms, com ara: RTVSLO, HRT, RTS, MRT, BHRT i RTCG. Des de la seva incorporació a l'UER, respectivament, tots els països ex-iugoslaus han participat de manera independent al Festival de la Cançó d'Eurovisió: Eslovènia, Croàcia, Bòsnia i Hercegovina, Montenegro, Sèrbia i Macedònia del Nord (fins al 2018 designada com a Antiga República Iugoslava de Macedònia).
En general, els resultats de les noves repúbliques han estat contradictoris: Croàcia va ocupar uns 10 primers llocs a finals de la dècada de 1990, Sèrbia i Montenegro (com a unió) i Bòsnia i Hercegovina han gaudit de llocs alts a la dècada de 2000, i Macedònia del Nord s'ha assegurat un primer lloc. 10 i va passar a la final cada any fins al 2008, en què, tot i que va quedar 10è a la seva semifinal, no es va classificar per a la final. El 2004, Sèrbia i Montenegro van debutar i van quedar en segon lloc. El 2007, Montenegro i Sèrbia van participar en el concurs com a nacions independents, amb Montenegro sense classificar-se per a la final i Sèrbia assegurant el seu únic primer lloc fins ara, i l'únic de qualsevol antiga república iugoslava. El 2013, cap país exiugoslau es va assegurar un lloc a la final, ja que Bòsnia i Hercegovina es va retirar abans que comencés la competició; Eslovènia, Croàcia, Montenegro i Sèrbia no es van classificar a la primera semifinal; i Macedònia del Nord no es van classificar a la segona semifinal. El 2023 va ser la primera vegada que tots els països ex-iugoslaus participants es van classificar per a la final, amb Croàcia que va acabar 13è, Eslovènia 21è i Sèrbia 24è.

## Participacions
Llegenda
| Any                                   | Seu         | Artista                         | Cançó                      | Lloc    | Punts   | Semifinal                 | Punts                     |
| ------------------------------------- | ----------- | ------------------------------- | -------------------------- | ------- | ------- | ------------------------- | ------------------------- |
| 1961                                  | Canes       | Ljiljana Petrović               | «Neke davne zvezde»        | 8       | 9       | No va haver-hi semifinals | No va haver-hi semifinals |
| 1962                                  | Luxemburg   | Lola Novaković                  | «Ne pali svetla o sumrak»  | 4       | 10      | No va haver-hi semifinals | No va haver-hi semifinals |
| 1963                                  | Londres     | Vice Vukov                      | «Brodovi»                  | 11      | 3       | No va haver-hi semifinals | No va haver-hi semifinals |
| 1964                                  | Copenhaguen | Sabahudin Kurt                  | «Život je sklopio krug»    | 13      | 0       | No va haver-hi semifinals | No va haver-hi semifinals |
| 1965                                  | Nàpols      | Vice Vukov                      | «Čižnja»                   | 12      | 2       | No va haver-hi semifinals | No va haver-hi semifinals |
| 1966                                  | Luxemburg   | Berta Ambrož                    | «Brez besed»               | 7       | 9       | No va haver-hi semifinals | No va haver-hi semifinals |
| 1967                                  | Viena       | Lado Leskovar                   | «Vse roži sveta»           | 8       | 7       | No va haver-hi semifinals | No va haver-hi semifinals |
| 1968                                  | Londres     | Dubrovački Trubaduri            | «Jedan dan»                | 7       | 8       | No va haver-hi semifinals | No va haver-hi semifinals |
| 1969                                  | Madrid      | Ivan & M's                      | «Pozdrav svijetu»          | 13      | 5       | No va haver-hi semifinals | No va haver-hi semifinals |
| 1970                                  | Amsterdam   | Eva Sršen                       | «Pridi, dala ti bom cvet»  | 11      | 4       | No va haver-hi semifinals | No va haver-hi semifinals |
| 1971                                  | Dublín      | Kruno Slabinac                  | «Tvoj dječak je el teužan» | 14      | 68      | No va haver-hi semifinals | No va haver-hi semifinals |
| 1972                                  | Edimburg    | Tereza                          | «Muzika i ti»              | 9       | 87      | No va haver-hi semifinals | No va haver-hi semifinals |
| 1973                                  | Luxemburg   | Zdravko Čolić                   | «Gori vatra»               | 15      | 65      | No va haver-hi semifinals | No va haver-hi semifinals |
| 1974                                  | Brighton    | Korni                           | «Moja generacija»          | 12      | 6       | No va haver-hi semifinals | No va haver-hi semifinals |
| 1975                                  | Estocolm    | Pepel In Kri                    | «Dan ljubezni»             | 13      | 22      | No va haver-hi semifinals | No va haver-hi semifinals |
| 1976                                  | La Haia     | Ambasadori                      | «Ne mogu skriti svoj bol»  | 17      | 10      | No va haver-hi semifinals | No va haver-hi semifinals |
| No hi va participar entre 1977 i 1980 |             |                                 |                            |         |         |                           |                           |
| 1981                                  | Dublín      | Seid Memić-Vajta                | «Lejla»                    | 15      | 35      | No va haver-hi semifinals | No va haver-hi semifinals |
| 1982                                  | Harrogate   | Aska                            | «Halo, halo»               | 14      | 21      | No va haver-hi semifinals | No va haver-hi semifinals |
| 1983                                  | Múnic       | Daniel                          | «Džuli»                    | 4       | 125     | No va haver-hi semifinals | No va haver-hi semifinals |
| 1984                                  | Luxemburg   | Izolda & Vlado                  | «Ciao amore»               | 18      | 26      | No va haver-hi semifinals | No va haver-hi semifinals |
| 1985                                  | Göteborg    | Zorica Kondža feat. Josip Genda | «Pokora»                   | Retirat | Retirat | Retirat                   | Retirat                   |
| 1986                                  | Bergen      | Doris Dragović                  | «Željo moja»               | 11      | 49      | No va haver-hi semifinals | No va haver-hi semifinals |
| 1987                                  | Brussel·les | Novi Fosili                     | «Ja sam za ples»           | 4       | 92      | No va haver-hi semifinals | No va haver-hi semifinals |
| 1988                                  | Dublín      | Srebrna Krila                   | «Mangup»                   | 6       | 87      | No va haver-hi semifinals | No va haver-hi semifinals |
| 1989                                  | Lausana     | Riva                            | «Rock Me»                  | 1       | 137     | No va haver-hi semifinals | No va haver-hi semifinals |
| 1990                                  | Zagreb      | Tajči                           | «Hajde da ludujemo»        | 7       | 81      | No va haver-hi semifinals | No va haver-hi semifinals |
| 1991                                  | Roma        | Bebi Dol                        | «Brazil»                   | 21      | 1       | No va haver-hi semifinals | No va haver-hi semifinals |
| 1992                                  | Malmö       | Extra Nena                      | «Ljubim et pesmama»        | 13      | 44      | No va haver-hi semifinals | No va haver-hi semifinals |

## Festivals organitzats a Iugoslàvia
| Edició                                | Ciutat seu           | Localització                        | Presentadors                   |
| ------------------------------------- | -------------------- | ----------------------------------- | ------------------------------ |
| Festival de la Cançó d'Eurovisió 1990 | Zagreb, (SR Croàcia) | Sala de concerts Vatroslav Lisinski | Helga Vlahović i Oliver Mlakar |